# Khaled Nouri
Khaled Nouri (arabe : خالد النوري), né le 31 mars 1976 à Sousse, est un juriste et homme politique tunisien, ministre de l'Intérieur depuis 2024.

## Biographie
Titulaire d'une licence en droit privé de la faculté de droit et des sciences politiques de l'université de Sousse, d'un diplôme de fin d'études de l'Institut supérieur de la magistrature et d'un certificat d'aptitude à la profession d'avocat, il devient directeur général dans une direction centrale du contentieux de l'État, puis conseiller rapporteur général à la direction du contentieux de l'État au ministère des Domaines de l'État et des Affaires foncières.
Nommé gouverneur de l'Ariana le 6 juin 2022, il prête serment comme ministre de l'Intérieur le 25 mai 2024.
Il est marié et père de deux enfants.